# Heilbronner Neckarcup 2016
L'Heilbronner Neckarcup 2016 è stato un torneo maschile di tennis giocato sulla terra rossa. È stata la 3ª edizione del torneo, facente parte della categoria Challenger 125 nell'ambito dell'ATP Challenger Tour 2016. Si è giocato al TC Heilbronn Trappensee E.V. 1892 di Heilbronn, in Germania, dal 9 al 15 maggio 2016.

## Partecipanti

### Teste di serie
| Nazionalità | Giocatore               | Ranking* | Testa di serie |
| ----------- | ----------------------- | -------- | -------------- |
| Lituania    | Ričardas Berankis       | 55       | 1              |
| Argentina   | Horacio Zeballos        | 91       | 2              |
| Spagna      | Albert Montañés         | 100      | 3              |
| Spagna      | Daniel Muñoz de la Nava | 101      | 4              |
| Giappone    | Yoshihito Nishioka      | 104      | 5              |
| Germania    | Jan-Lennard Struff      | 107      | 6              |
| Germania    | Dustin Brown            | 110      | 7              |
| Paesi Bassi | Igor Sijsling           | 123      | 8              |

* Ranking al 2 maggio 2016.

### Altri partecipanti
I seguenti giocatori hanno ricevuto una wild card per il tabellone principale:
- Yannick Maden
- Maximilian Marterer
- Florian Mayer
- Janko Tipsarević

I seguenti giocatori sono passati dalle qualificazioni:
- Andreas Beck
- Kevin Krawietz
- Henri Laaksonen
- Peter Torebko

Il seguente giocatore è entrato in tabellone come lucky loser:
- Yannik Reuter

## Campioni

### Singolare
Nikoloz Basilašvili ha sconfitto in finale  Jan-Lennard Struff con il punteggio di 6–4, 7–6(3).

### Doppio
Sander Arends /  Tristan-Samuel Weissborn hanno sconfitto in finale  Nikola Mektić /  Antonio Šančić con il punteggio di 6–3, 6–4.